# Utva 75
Die Utva 75 (serbisch-kyrillisch Утва 75) ist ein kompaktes kolbenmotorgetriebenes Flugzeug des ehemals jugoslawischen und heute serbischen Herstellers Utva. Es wird vor allem als militärisches Anfängerschul- und Sportflugzeug verwendet.

## Geschichte
Die Utva 75 wurde entwickelt, um die Utva Aero 3 als Anfängerschulflugzeug in der jugoslawischen Luftwaffe zu ersetzen. Mehr als hundert Exemplare wurden gebaut und dienten in der ehemaligen jugoslawischen Luftwaffe. Nach dem Zerfall Jugoslawiens wurden viele in den Nachfolgestaaten weiter eingesetzt. Die letzten beiden Utva 75 wurden im Jahr 2003 produziert und in die USA exportiert.

## Versionen
- Utva 75A21 – Zweisitzer mit Doppelsteuerung, für Blind- und Instrumentenflug zugelassen.
- Utva 75A41 – Viersitzer mit fortschrittlicher Avionik, erstmals 1986 geflogen

## Militärische Nutzer
- Jugoslawien

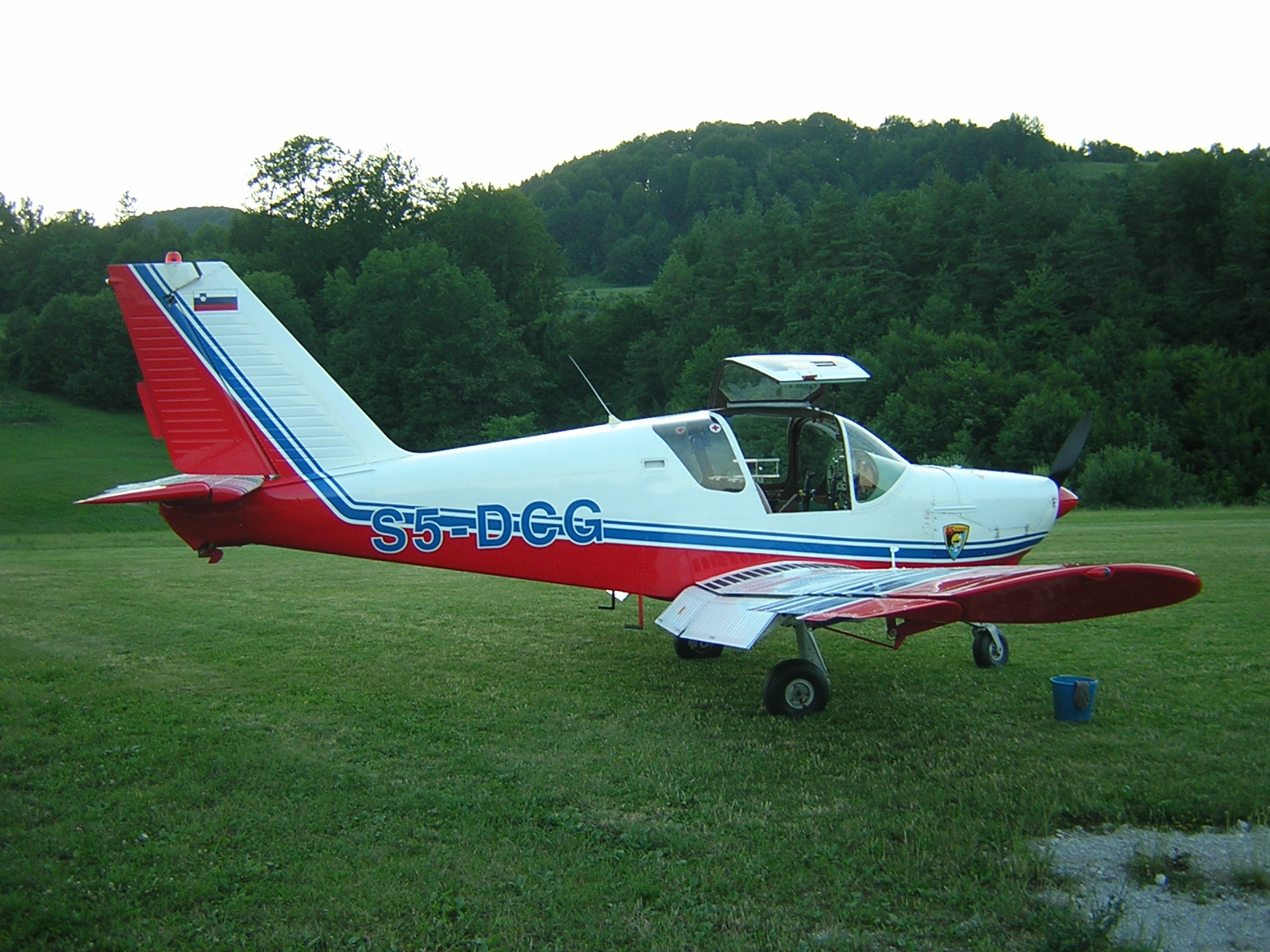
In Slowenien zugelassene Utva 75

- Bosnien und Herzegowina (Oružane snage Bosne i Hercegovine): 2
- Kroatien: 11
- Nordmazedonien: 4
- Montenegro: 3
- Serbien: 12
- Slowenien: 12
- Sudan: 6 (seit 2009)[2]

## Technische Daten
| Kenngröße               | Daten (Utva 75A21)                         |
| ----------------------- | ------------------------------------------ |
| Besatzung               | 2                                          |
| Länge                   | 7,11 m                                     |
| Spannweite              | 9,73 m                                     |
| Höhe                    | 3,15 m                                     |
| Flügelfläche            | 14,63 m²                                   |
| Flügelstreckung         | 6,5                                        |
| Leermasse               | 685 kg                                     |
| max. Startmasse         | 1140 kg                                    |
| Reisegeschwindigkeit    | 175 km/h                                   |
| Höchstgeschwindigkeit   | 215 km/h                                   |
| Landegeschwindigkeit    | 82 km/h                                    |
| Steiggeschwindigkeit    | 4,6 m/s                                    |
| Dienstgipfelhöhe        | 4000 m                                     |
| Reichweite              | 800 km                                     |
| Start-/Landerollstrecke | 125 m/100 m                                |
| Triebwerke              | 1 × Lycoming IO360-B1F mit 134 kW (182 PS) |